# Alaró
Alaró és una vila i municipi del Raiguer de Mallorca. Limita amb Bunyola, Escorca, Lloseta, Mancor, Binissalem, Consell i Santa Maria del Camí. Es troba al peu de la muntanya que al cim acull el Castell d'Alaró. El clot d'Almadrà pertany a la vila d'Alaró.

## Etimologia
Alaró és un dels pocs topònims mallorquins documentats en època islàmica. És esmentat com a castell sota la forma hisn Alarun ('Castell d'Alaró') pel geògraf àrab al-Zuhri en l'episodi de la conquesta musulmana el 902, cosa que comporta que és anterior al període àrab.
En la documentació catalana tres segles més tard (el Llibre dels Fets, la butla del papa Innocenci IV de 1248, el Llibre del Repartiment i la Crònica de Marsili, a més de documents i capbreus diversos) apareix sota diverses formes, principalment Oloró, Oleron i Alaró.
És evident que es tracta d'un topònim precatalà i la major part d'autors estan d'acord a afirmar que és preromà. Hom ha assenyalat la semblança formal amb les tres poblacions romanes anomenades Ilŭro: Álora, prop de Màlaga; Alarona, un nom medieval de Mataró; i Auloron, al Bearn; hom hi pot afegir també el topònim de l'illa d'Oléron, al Charente Marítim. Es podria tractar de la llatinització d'un topònim probablement ibèric i bascoaquitànic, Ilduro, però també podria procedir d'una altra llengua preromana.

## Població
| Entitat de població | Habitants (2024) |
| Alaró               | 6.083            |
| Font: INE           |                  |

Alaró és un municipi en el qual es poden identificar diverses àrees diferenciades dins del nucli principal i en els territoris amb denominació pròpia, com les Cases Noves, Los Damunt, Los Davall, el Pontarró, el Porrassar, les Rotes, Son Santjoan i Son Seguí.
Alaró té 6.037 habitants, coneguts com a alaroners. Els llinatges més comuns d'Alaró són Rosselló, Coll, Bibiloni, Borràs, Gelabert, Campins, Amengual, Pisà (Pizá), Guardiola i Simonet.
Al llarg del segle xix i començament del xx, la població de dret d'Alaró va experimentar un creixement sostingut, passant d'uns 4000 habitants el 1842 a més de 6000 el 1910. Aquest augment reflecteix una etapa de consolidació del municipi. A partir dels anys trenta, però, la població començà a disminuir de manera continuada durant dècades, arribant al mínim al 1981, amb poc més de 3200 habitants. A finals del segle xx i començaments del xxi, la tendència es revertí i el municipi recuperà població, superant novament els 5000 habitants a partir del 2011.

## Geografia

### Relleu
El terme d'Alaró es troba entre la plana central de Mallorca i la serra de Tramuntana. La zona sud del municipi és relativament planera, mentre que al nord el terreny s'eleva fins a altituds superiors als 800 metres. Destaquen el Puig d'Alaró (al voltant de 822 m) i el Puig d'Alcadena (817 m) com a cims principals del municipi.

### Hidrografia
El sistema hidrològic d'Alaró es basa en surgències naturals a les zones muntanyoses i torrents com el de Solleric i el Clot d'Almadrà. La font de les Artigues, d'origen andalusí i documentada des de 1232, utilitza un sistema de qanat per captar i canalitzar l'aigua. Tradicionalment servia per al consum, el regadiu i els molins, i actualment és gestionada per la Comunitat de Regants amb ús principal agrícola.
La font de Sa Bastida, al nord del terme, fou equipada el 1964 per a explotació comercial. Des de 1988, també s'embotella aigua de les fonts de Son Cocó i la font Sorda, al Clot d'Almadrà. L'abastiment urbà es fa majoritàriament mitjançant pous.

### Flora
El territori és drenat pel torrent de Solleric i pel Clot d'Almedrà, i una part important de la meitat nord forma part de l'entorn muntanyós de Tramuntana, cobert de boscos de pins (Pinus halepensis) i alzines (Quercus ilex) acompanyats de matoll mediterrani.
Les terres baixes i valls d'Alaró han estat tradicionalment dedicades a l'agricultura de secà. Més de la meitat de la superfície municipal són conreus, tot i que el regadiu hi té poca importància. Entre els principals cultius destaquen les oliveres, ametllers, garrofers, cereals, figueres i farratges. A les zones muntanyoses es conserven zones de pastura extensiva per a ramaderia ovina, bovina i porcina. El clima és típicament mediterrani subhumit, amb estius calorosos i secs i hiverns suaus, i precipitacions més abundants a la serra.

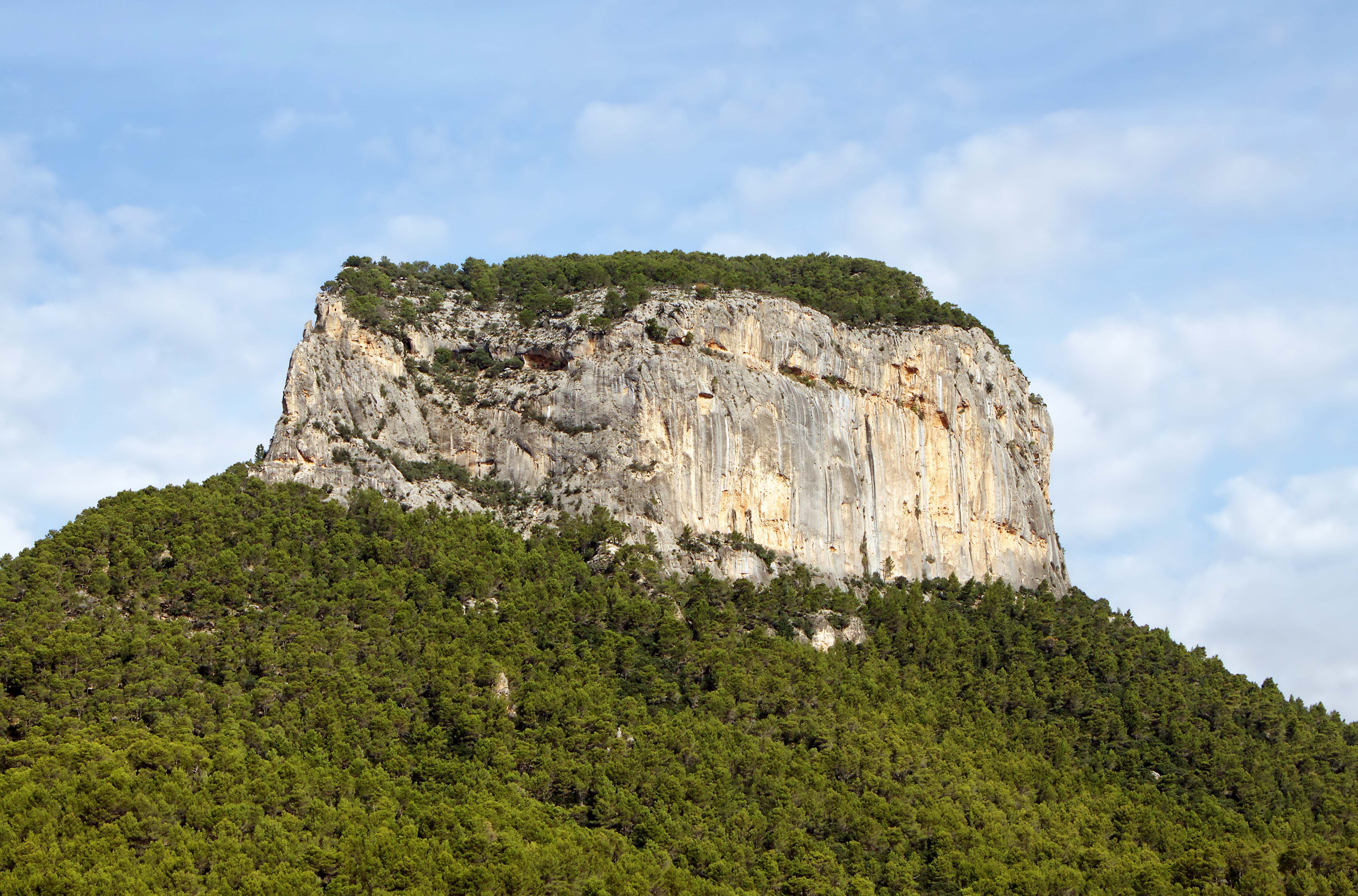
Puig d'Alaró
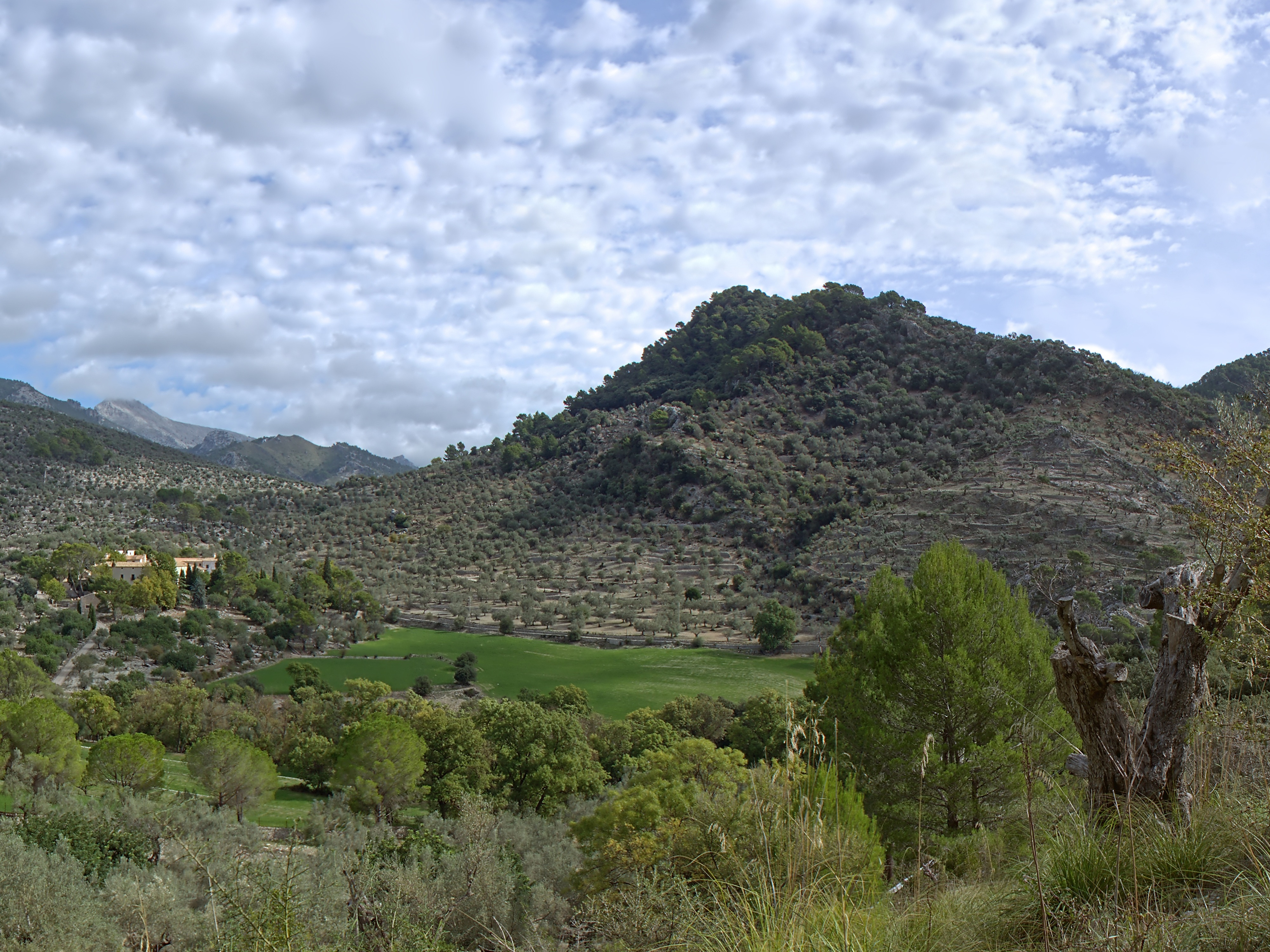
Puig de Sant Miquel
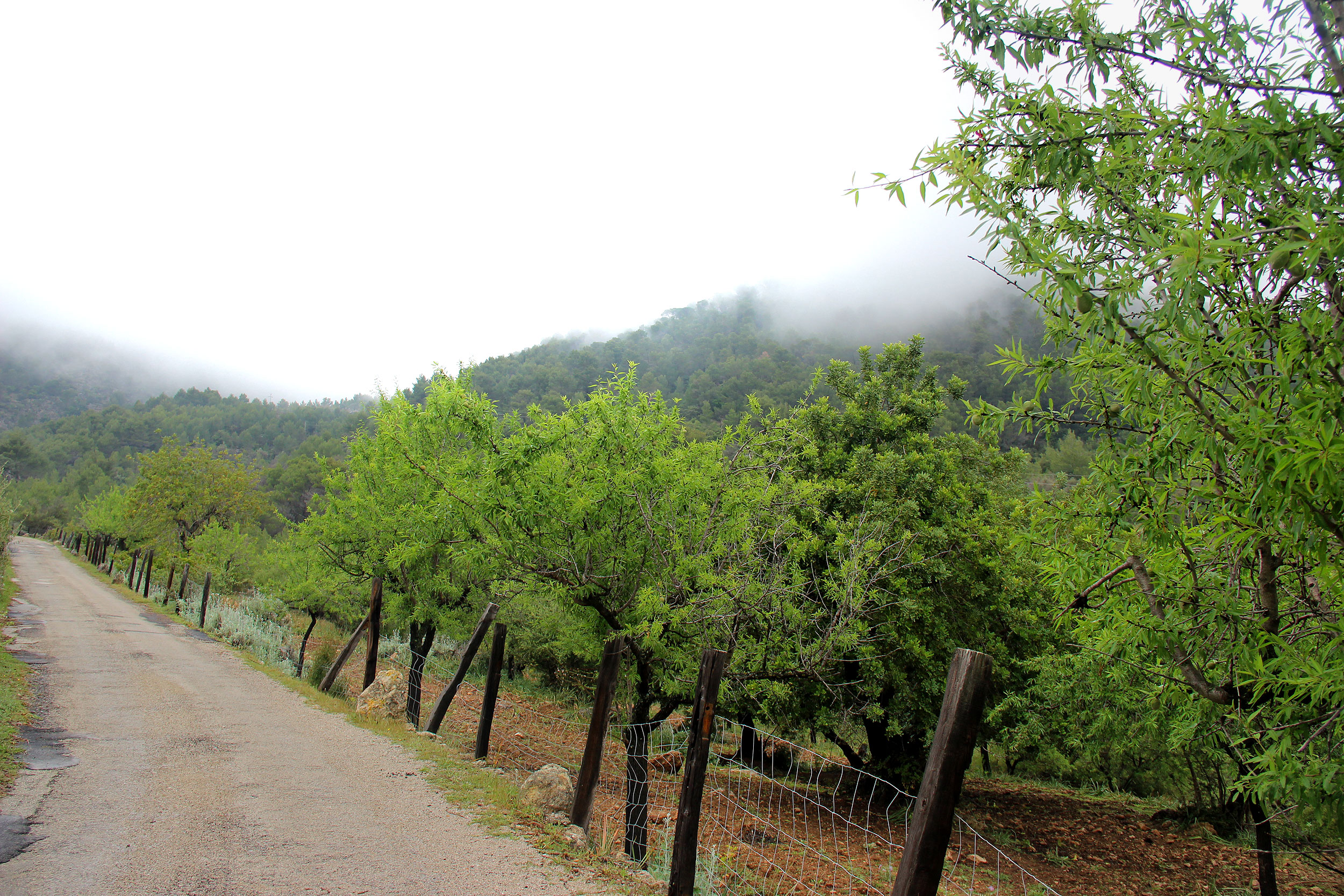
Ametlers d'Alaró
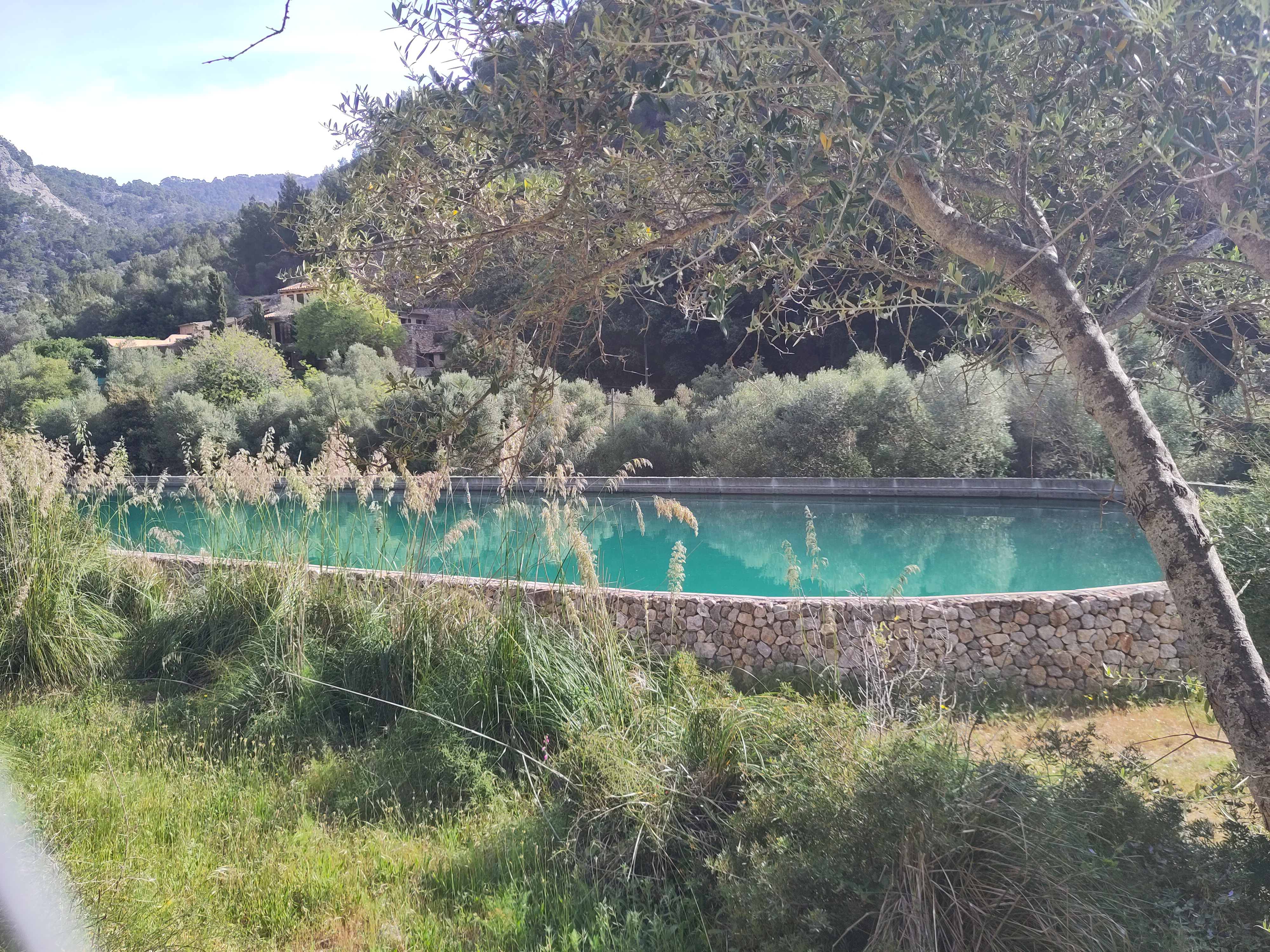
Font de les Aritges
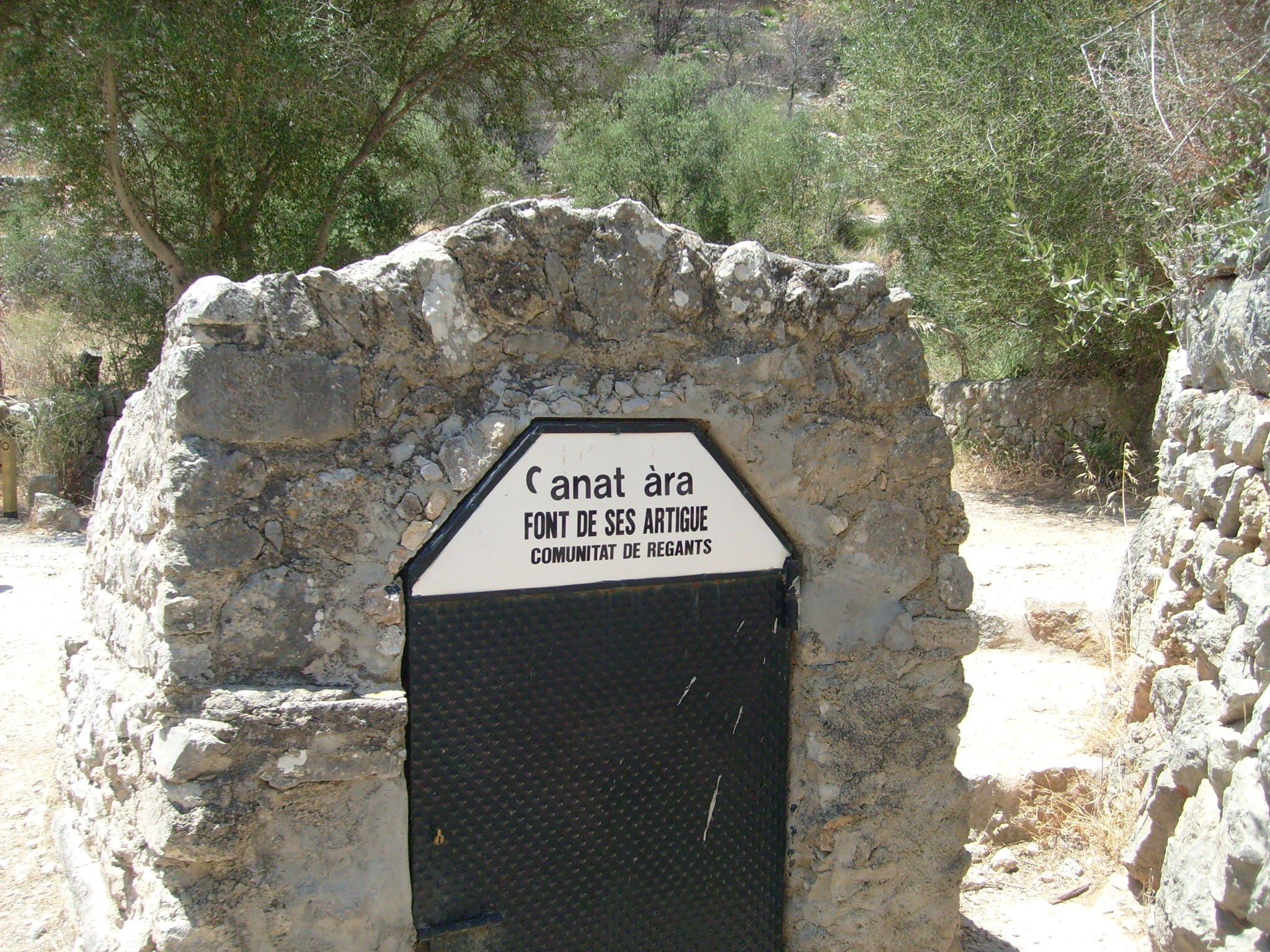
Qanat de la font de les Artigues

## Història

### Prehistòria i antiguitat

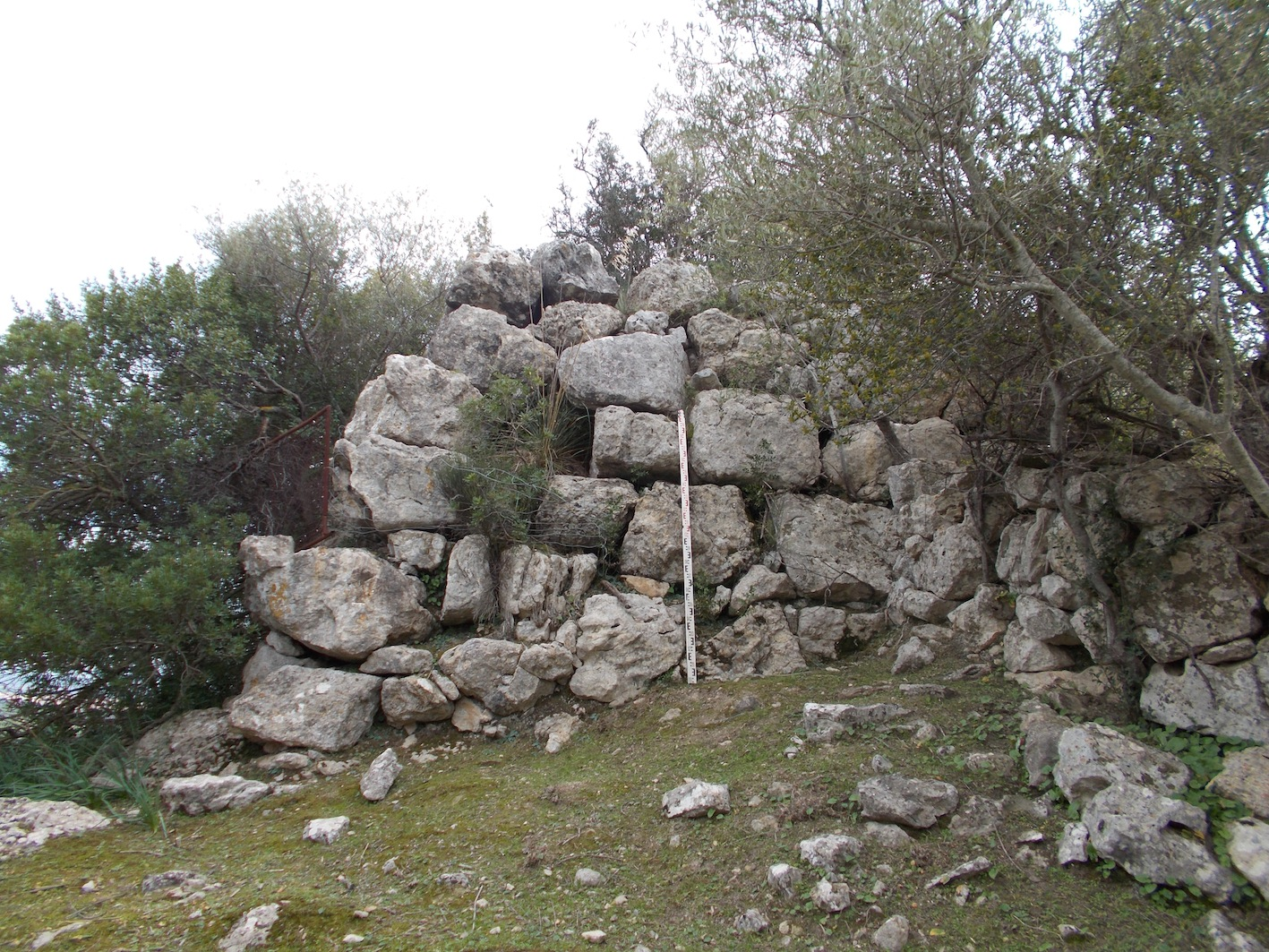
Talaiot de son Palou

Els primers assentaments humans al territori d'Alaró es remunten a la cultura talaiòtica, que es desenvolupà entre el final del II mil·lenni aC i l'arribada dels romans l'any 123 aC. S'han identificat diversos jaciments arqueològics d'aquesta etapa, com El Picó i Son Palou, que conserven restes de talaiots amb estructures trapezoidals i circulars. Altres elements destacats són el talaiot de s’Alcadena (conegut també com es Claper des Gegant), el de Bànyols i el conjunt de Can Cabrit, amb restes de planta rectangular i circular. Malgrat trobar-se en finques privades, la major part han estat declarats Bé d’Interès Cultural (BIC).

### Època romana
Després de la conquesta de Mallorca per Quint Cecili Metel l'any 123 aC, el territori d'Alaró quedà integrat dins de l'òrbita romana. Tot i que no s'hi ha documentat cap nucli urbà romà important, hi ha indicis d'activitat agrària i aprofitament del territori durant aquest període, especialment a les zones més planes i fèrtils del municipi. La romanització introduí noves tècniques de construcció, sistemes de gestió de l’'aigua i estructures productives com les terrasses de cultiu, que es mantingueren amb adaptacions durant els períodes posteriors. També s'han identificat restes de fortificacions d'època tardoromana a zones elevades, com el Puig d'Alaró i Sa Bastida.
Amb la caiguda de l'Imperi Romà d'Occident, Mallorca passà a formar part de l'Imperi Romà d'Orient. Durant els segles vi i segle vii, el castell d'Alaró i altres enclavaments del municipi mantingueren un ús defensiu. Aquestes fortificacions, emplaçades en zones abruptes, serviren com a refugi davant incursions i com a centre de control territorial.

### Edat mitjana

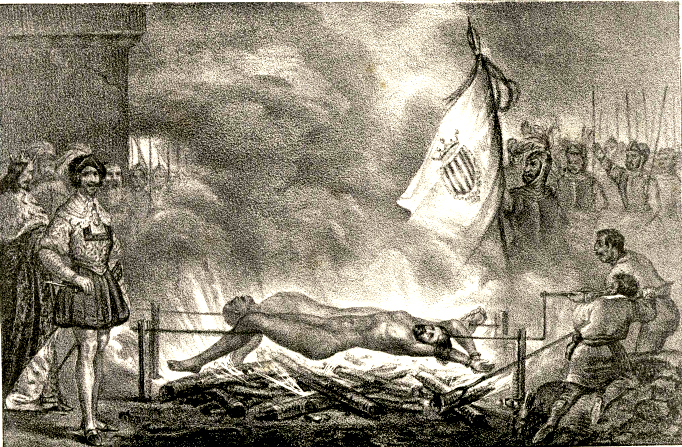
Martiri de Cabrit i Bassa, gravat a Historia general del Reino de Mallorca (1840)

La conquesta de Mallorca per les tropes musulmanes d'Issam al-Khawlaní als romans d'Orient es va produir l'any 290 de l'Hègira (902/903 de l'era cristiana), al llarg de la qual els rum durant vuit anys i cinc mesos foren assetjats al Castell d'Alaró.
La vila té l'origen en l'alqueria musulmana d'Alārūn, entorn del seu castell, la qual es remetia a un origen força antic, com el topònim clarament preromà fa evident. Durant la conquesta de Mallorca, els seus habitants musulmans van resistir al Castell d'Alaró, essent, juntament amb Pollença, un dels darrers llocs en caure, el 1231. La vila d'Alaró formà part de la partida de Canarossa, uns dels districtes en què el rei Jaume I va fer delimitar l'illa. Al segle xiii tenien importància a Alaró les cavalleries de Masnou (o Mainou), Sant Joan i Bànyols.
Durant la Croada contra la Corona d'Aragó, Pere el Gran va ocupar Mallorca el 25 de novembre de 1285, mentre Jaume II de Mallorca era a Perpinyà; llavors, la sola plaça que s'hi resistí fou el castell d'Alaró, però finalment fou assaltat el 30 de desembre i la seva guarnició, formada entre altres per Ramon Ballester, Guillem Capello «Cabrit» i Guillem Bassa, fou condemnada. Cabrit i Bassa, que després de ser capturats, foren condemnats pel rei Alfons a morir rostits damunt brases, tal com indicava el cognom d'un dels defensors del Castell, que durant la resistència no havia reconegut com a rei l'invasor Alfons del Regne de Mallorca.

### Edat moderna
Alaró experimentà un desenvolupament sostingut basat principalment en l'agricultura i la ramaderia. El municipi destacà per la producció d'oli d'oliva, activitat que configurà el paisatge amb una xarxa d'oliverars, tafones i camins de muntanya. Durant aquest període, la població es concentrava en dos nuclis principals: Los Damunt, que correspon al nucli original medieval, i Los Davall, desenvolupat a partir del segle xiv arran de la construcció de la nova església parroquial al costat de la font de les Artigues. Aquest darrer es convertí progressivament en el centre econòmic i urbà del poble.
Els segles xvii i xviii estigueren marcats per crisis demogràfiques, com l'epidèmia de pesta de 1652, que deixà una empremta profunda en la població. Aquest episodi incrementà la devoció popular cap a sant Roc, qui fou proclamat patró d'Alaró el 1771. El Castell d’Alaró, antic bastió defensiu, inicià la seva transformació en lloc de culte, construint-se l'oratori de la Mare de Déu del Refugi.

### Edat contemporània

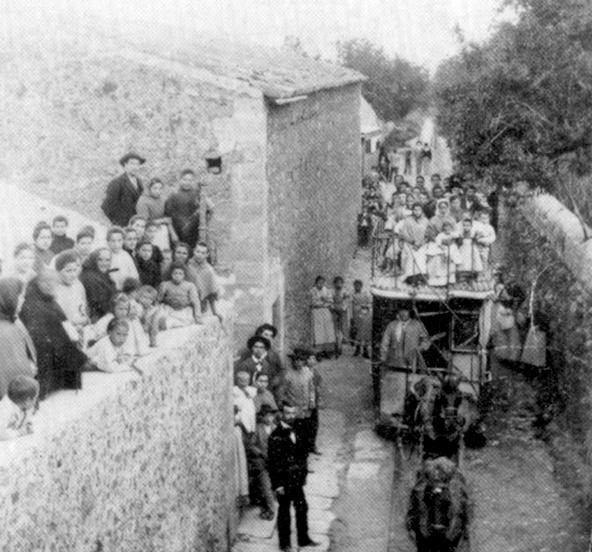
Ferrocarril d'Alaró

Durant el segle xix, Alaró inicià una etapa de transformació econòmica marcada per la industrialització i l’emprenedoria local. El sector del calçat començà a consolidar-se a partir de 1870, amb l'obertura del primer taller. Posteriorment es multiplicaren les fàbriques, com Can Pau Coll, Can Pericàs o Can Joan Vidal. Durant la Primera Guerra Mundial, moltes d'aquestes empreses es dedicaren a la producció de botes militars per a l'exèrcit francès.
Un altre element destacat fou l'explotació de mines de lignit, que començà al primer terç del segle xix. Les primeres mines documentades foren La Fortuna i Dolores. Als anys 1970 passaren a mans de l'Instituto Nacional de Industria, i més endavant a GESA, que utilitzà el lignit com a combustible per a centrals tèrmiques.
Aquesta època també veié la construcció del ferrocarril d'Alaró, creat per la Sociedad del Ferrocarril de Alaró unia aquest poble amb l'estació de Consell-Alaró de la línia Palma-Inca, amb la qual coordinava els horaris. El trajecte recorria 3,4 km i superava un desnivell de 50 m sobre una via de 914 mm. La línia va estar activa entre el març de 1881 i 1941. Inicialment funcionà amb tracció animal i posteriorment motoritzada.

### Seglexx
Alaró va ser el primer municipi de Mallorca a comptar amb una xarxa urbana de distribució d'electricitat. La inauguració de la xarxa elèctrica al poble va tenir lloc el 15 d'agost de 1901, coincidint amb les primeres festes patronals del municipi en el segle xx. Fou construïda gràcies a la iniciativa dels germans Gaspar i Josep Perelló Pol. Aquesta central, alimentada amb vapor, proporcionava electricitat al poble i als municipis veïns com Consell, Binissalem i Lloseta. Segons expliquen les cròniques, el poble es va vestir de gala i va haver una gran afluència de visitants vinguts de tota l'illa.
Durant la primera meitat del segle xx, Alaró es consolidà com un dels principals centres sabaters de Mallorca. Amb l'arribada de l'electricitat l'any 1901 i la industrialització del sector, proliferaren les fàbriques de calçat i s'organitzaren els treballadors. L'any 1910 es fundà la societat obrera La Recompensa del Obrero, seguint l'exemple d’altres iniciatives cooperativistes sorgides arreu de l'illa. A partir dels anys 1930, el moviment obrer prengué una major rellevància social amb la celebració de l'1 de Maig i l'activitat de les Joventuts Socialistes. L'Ajuntament, presidit per Pere Rosselló Oliver, impulsà reformes municipals d'inspiració progressista.
Després del cop d'estat de juliol de 1936, Alaró patí una forta repressió per part de les forces falangistes i militars lleials al bàndol sublevat. El 19 de juliol, un grup armat procedent de Palma entrà al municipi i sotmeté diversos veïns a vexacions públiques, com la ingesta forçada d'oli de ricí i la crema de la bandera i biblioteca de la societat obrera. En els dies posteriors es produïren més d'un centenar de detencions. Catorze persones foren executades, incloent l'alcalde Rosselló, la majoria eren sabaters i menestrals i alguns foren abatuts als voltants del cementiri de Palma. Altres activistes foren empresonats o deportats.

## Economia
Pel que fa a l'agricultura, la major part del municipi és ocupada per bosc, principalment pins i alzines. Pel que fa als cultius, els més importants són, per aquest ordre: oliveres, ametlers, garrovers i figueres. L'agricultura és predominantment de secà.
La ramaderia també és important a Alaró; destaca també per aquest ordre: ramat oví, porcí, i cabrum. També existeix una granja d'aus de corral destinada a la producció d'ous per vendre.

### Sector primari
Cal destacar la importància històrica de les vinyes i la producció de vi a la vila (cal no oblidar que fins a l'any 1925 Consell i Alaró formaven un mateix municipi); la fil·loxera, però, va fer malbé gairebé tots els conreus de vinya d'Alaró i de tot Mallorca a finals del segle xix. Dels 20 cellers que hi ha documentats a Alaró que feien vi, l'any 1924 només en quedaven 6: s'Olivaret, Son Manyes, Son Bergues, Son Danus, Son Corp i Can Cames Seques. L'any 1931 només n'hi havia 3: s'Olivaret, Can Cames Seques i Ca'n Toni de Sa Bastida al barri del Porrossar. Després d'anys d'abandonament del conreu de la vinya, a finals del segle xx, sembla que hi ha una revifalla i tornà a haver-hi vinya i producció de vi gradualment. Es pot destacar actualment el celler Oloron, de les vinyes de la possessió de la Teulera.
També foren importants les mines de lignit, avui dia tancades, i que en la seva última fase pertanyien a GESA. Foren les més grans de Mallorca. Se situen a mig quilòmetre i mig de la vila, entre Bànyols i Can Cabrit, tocant Consell i Binissalem. Foren descobertes per un català de nom Ramonet fa gairebé 200 anys, però fou Narciso Bofill l'any 1920, un enginyer també català, que les va obrir per fer-ne una explotació. Tanmateix, quan van començar a tenir més importància va ésser quan les mines les comprà Andreu Isern, de Consell, l'any 1943. Amb el temps foren conegudes com a Minas Isern. L'any 1974, després d'un incendi i un ensorrament, Lignitos S.A. comprà les mines. El ritme de producció de carbó a principis de l'any 1977 era de 8 tones mètriques/hora. L'explotació finalitzà definitivament el 1989 per manca de rendibilitat.

### Sector secundari
Pel que fa al sector secundari, una de les activitats econòmiques més importants a Alaró ha estat, i encara ho continua de ser malgrat la crisi, la indústria del calçat, que en els seus moments d'esplendor va arribar a mantenir en actiu més de 30 fàbriques i 2.000 persones.
Abans de l'activitat del calçat, però, a Alaró va tenir molta importància la indústria del sabó. Al segle xix, aprofitant la producció d'oli de l'entorn rural, juntament amb la vila d'Andratx, la indústria sabonera d'Alaró va tenir un paper destacat en l'àmbit illenc;aquesta indústria mallorquina va sobresortir fins i tot en l'àmbit estatal.

## Patrimoni arquitectònic

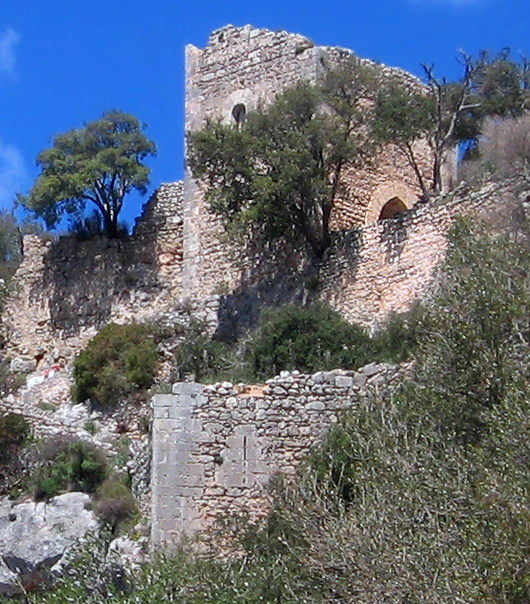
Castell d'Alaró

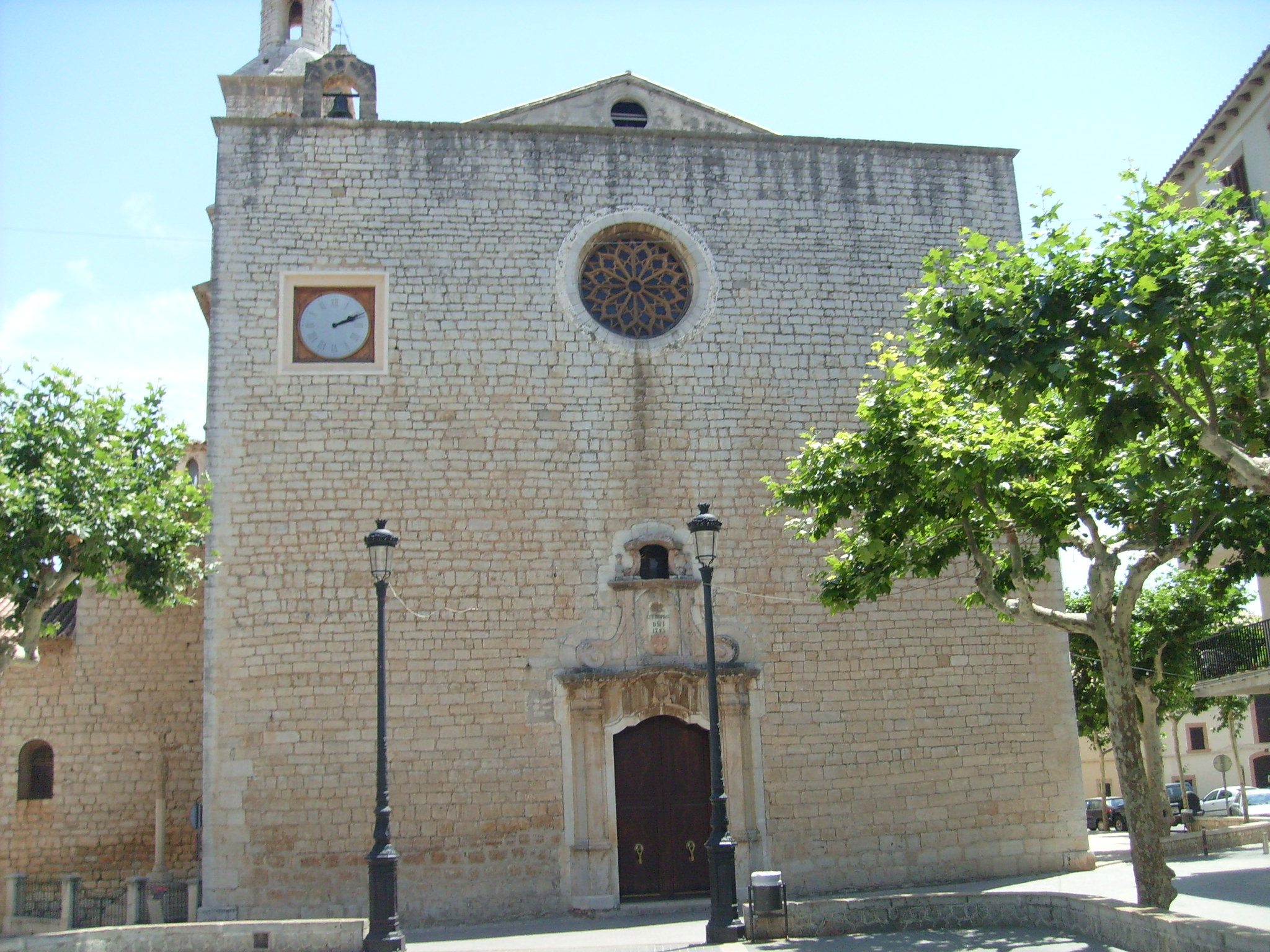
Església de sant Bartomeu

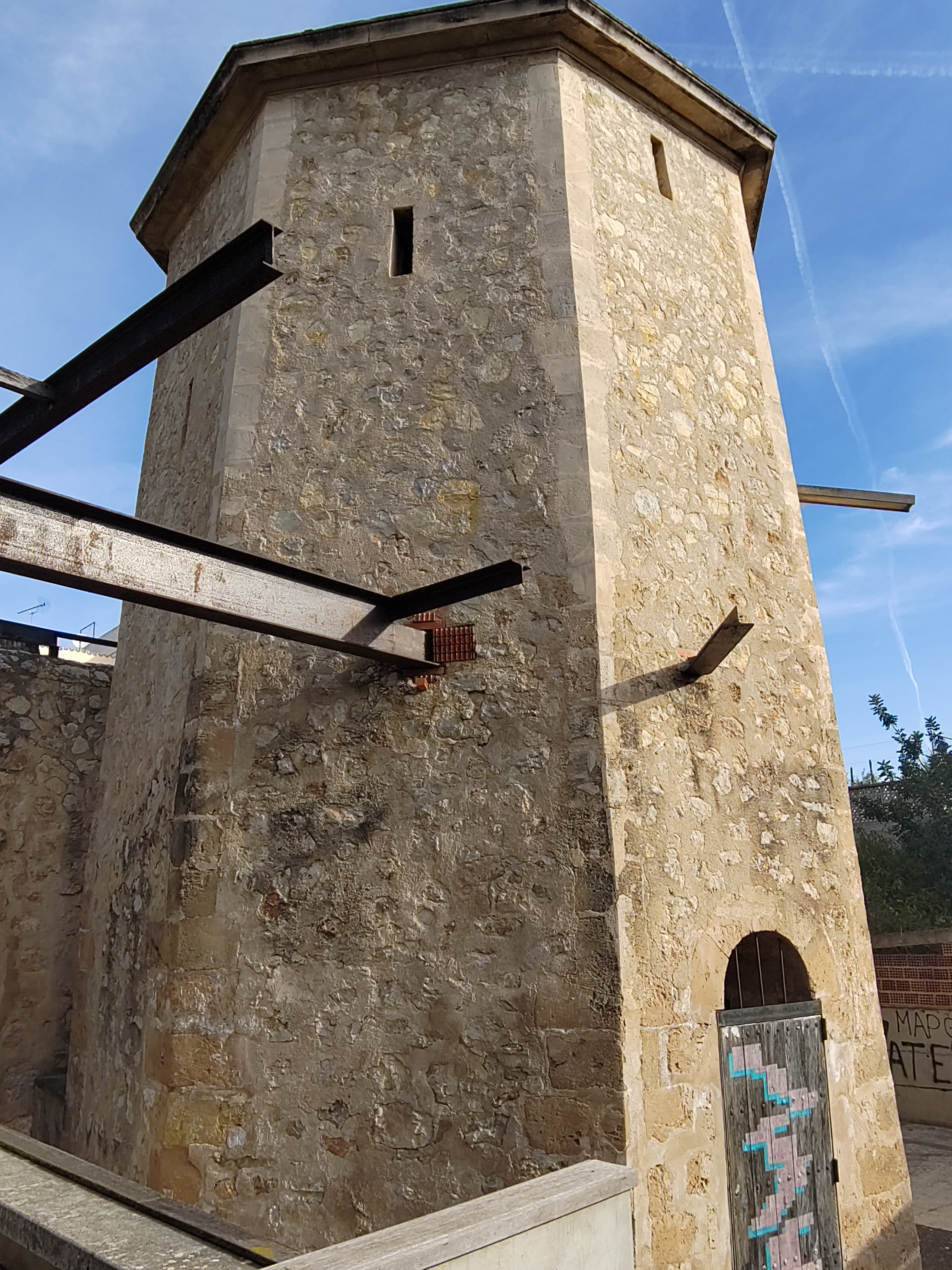
Torre de la fàbrica d'electricitat

### Castell d'Alaró
Alaró disposa d'un valuós patrimoni monumental. El Castell d'Alaró n'és l’element més emblemàtic: es tracta d'una fortalesa roquera situada al cim del Puig d'Alaró que ja existia al segle x. Actualment es conserven restes de les muralles i torres medievals, declarades monument historicoartístic (Bé d'Interès Cultural) ja l'any 1931. Dins el recinte del castell destaca l'oratori de la Mare de Déu del Refugi, una capella construïda el 1622, al costat de la qual hi ha la petita hostatgeria que encara avui ofereix allotjament bàsic als visitants. El Castell d'Alaró, a més del seu interès arquitectònic, és un mirador excepcional de la serra de Tramuntana i el Pla de Mallorca, i està envoltat d'històries i llegendes relacionades amb Cabrit i Bassa i altres rondalles mallorquines.

### Sa Bastida
Les restes arqueològiques localitzades al jaciment indiquen una ocupació que s'estén des del segle ii fins al segle vii, tot i que la major part del conjunt correspon a l'antiguitat tardana. Alguns estudiosos, com Mascaró, apunten que podria haver estat edificada per ordre del comte de Barcelona, d'on derivaria l'antiga denominació de Bastida del Comte de Barcelona. D'altres, com Aramburu-Zabala, la consideren una fortificació d'origen tardoromà que va ser modificada durant el segle xiii. L'edificació correspondria al model de bastida, un tipus de fortificació senzilla i temporal, habitualment construïda amb tàpia o fusta. Amb el pas del temps i el desús de l'estructura, el nom de la Bastida s'associà a la finca on s'ubicava, donant lloc a l'actual possessió del mateix nom.

### Arquitectura urbana
Al nucli urbà d'Alaró sobresurt l'església parroquial de Sant Bartomeu, que domina la Plaça de la Vila. La parròquia d'Alaró té origen al segle xiii, quan existia una primera església de Santa Maria al barri d'Amunt. Amb el creixement demogràfic, al segle xiv es va decidir construir una nova església a la part baixa (d'Avall); l'edifici actual s'inicià l'any 1626 i es prolongà fins ben entrat el segle xviii. La façana principal, de pedra nua amb un gran rosassa gòtica i un portal major barroc (conclòs el 1785), presideix la plaça central. El campanar, adossat, conserva la base de l'antic temple medieval. L'interior de l’església allotja diverses capelles barroques del xvii-xviii i compta amb un notable reliquiari dedicat a Cabrit i Bassa.
El 8 de maig de 2000, el Consell Insular de Mallorca, ha declarat bé d'interès cultural, amb categoria de monument, la torre de l'antiga fàbrica d'electricitat d'Alaró, i fou ser restaurada per l'ajuntament en 2001 en el marc de la celebració dels cent anys d'electricitat a l'Alaró i a Mallorca. També queden vestigis de l'antic traçat del ferrocarril d'Alaró, com ara l'estació i parts de la via, integrats en el paisatge actual com a camins.

### Possessions
Entre els elements patrimonials d'Alaró també cal esmentar diverses possessions escampades pel terme municipal. Destaquen la possessió de Solleric, al nord (una gran finca amb casa senyorial i jardins, d'on neix el torrent homònim), així com Son Fortesa, Son Guitard, Son Antelm o Ses Artigues, entre d'altres. Moltes d'aquestes possessions conserven cases històriques, tafones i elements etnològics tradicionals. A més, als voltants de la vila hi ha molins de vent, antics molins fariners que formen part del paisatge cultural del poble.
| - Solleric - es Verger - Bànyols - l'Olivaret - Son Ordines d'Almadrà - el Rafal - Son Curt - Son Penaflor - Can Xelet | - la Casa d'Amunt - Tofla - Son Guerau - la Teulera - Son Bergues - Son Fuster - Son Cadena - Son Guitard - la Font del Jardí | - Oliclar - Son Fortesa - Son Llabià - Son Frau - Can Cladera - Ses Artigues - Son Antelm - Son Perot Fiol |

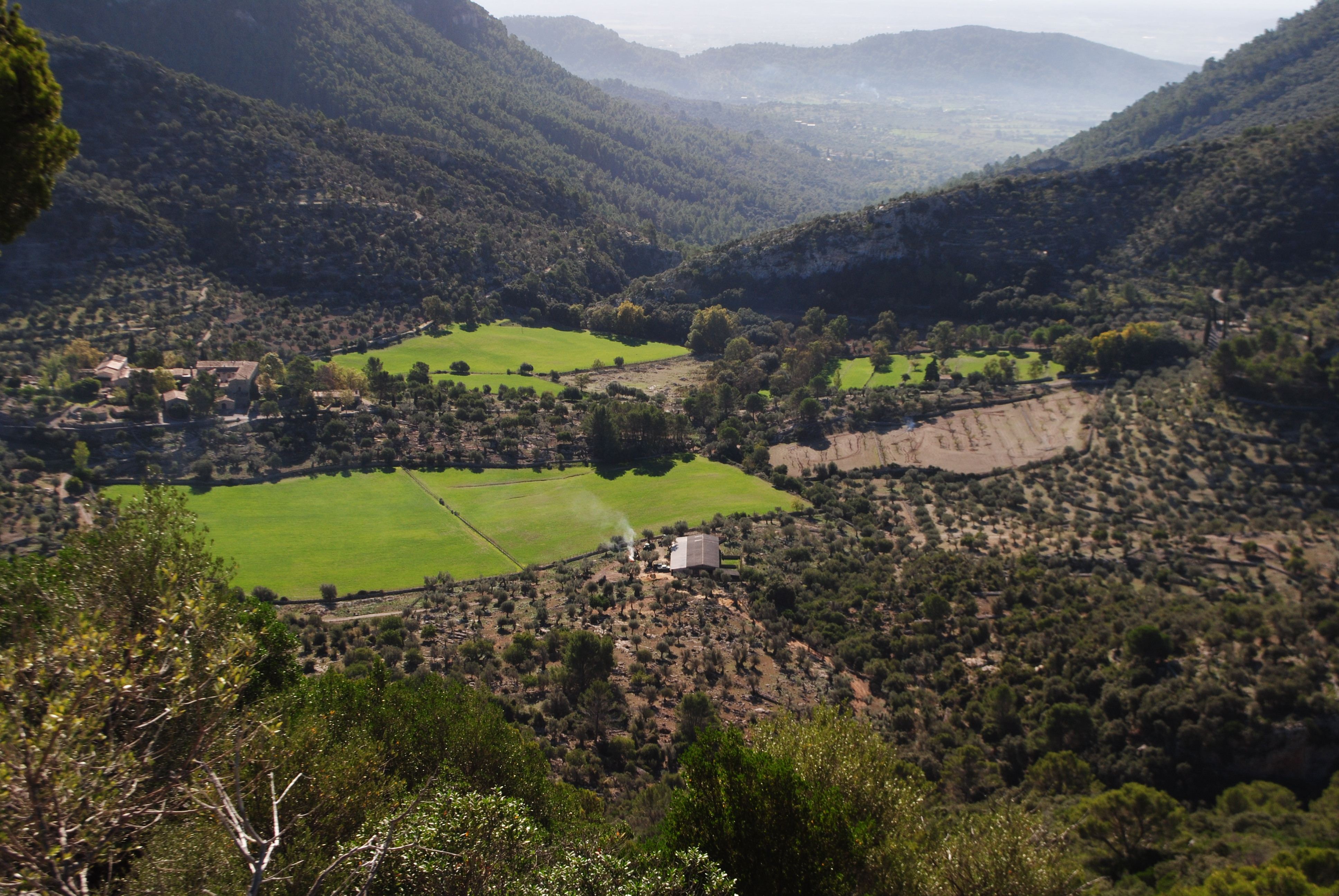
Solleric
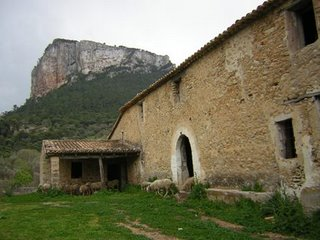
Oliclar
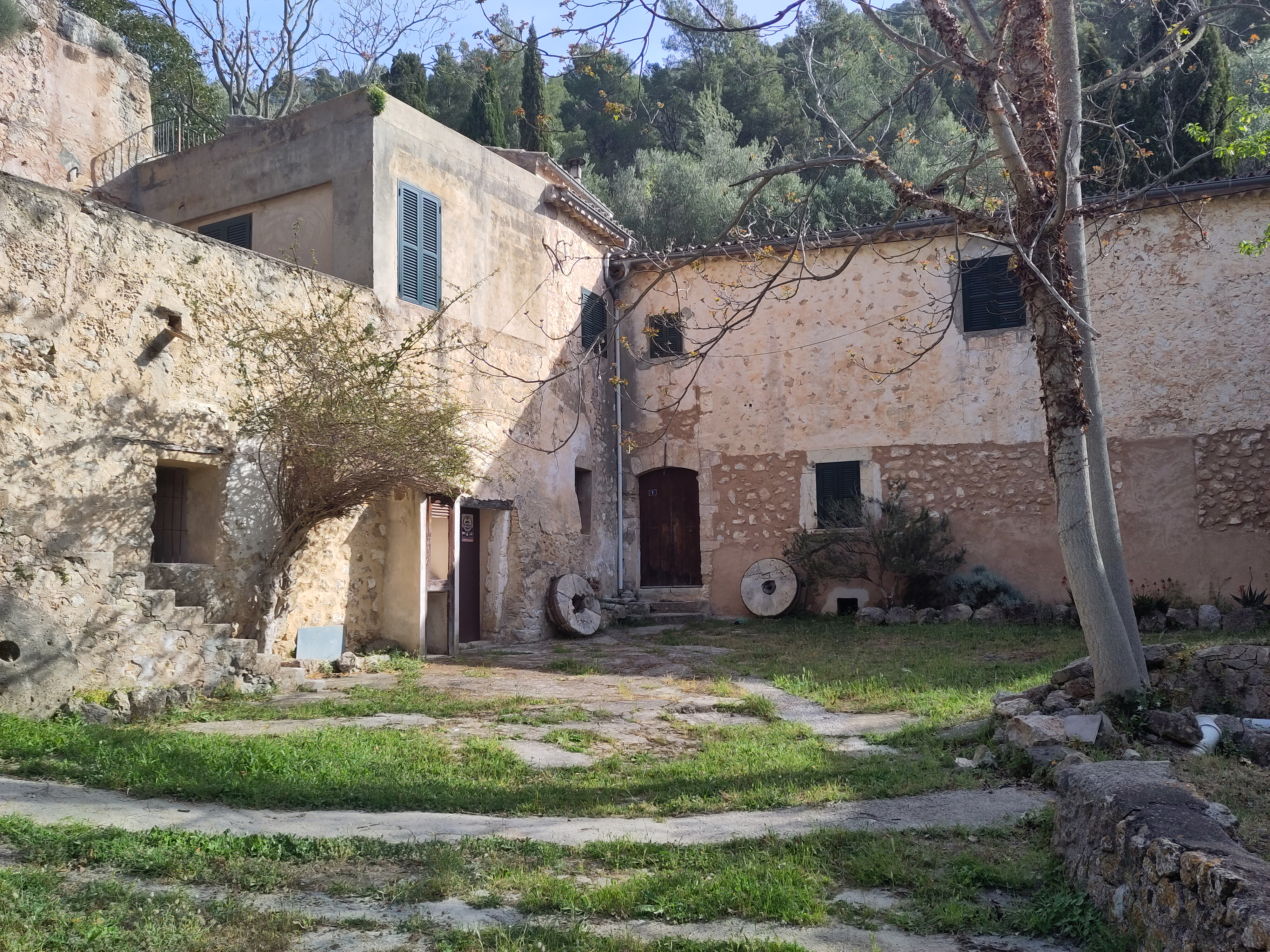
La Font del Jardí
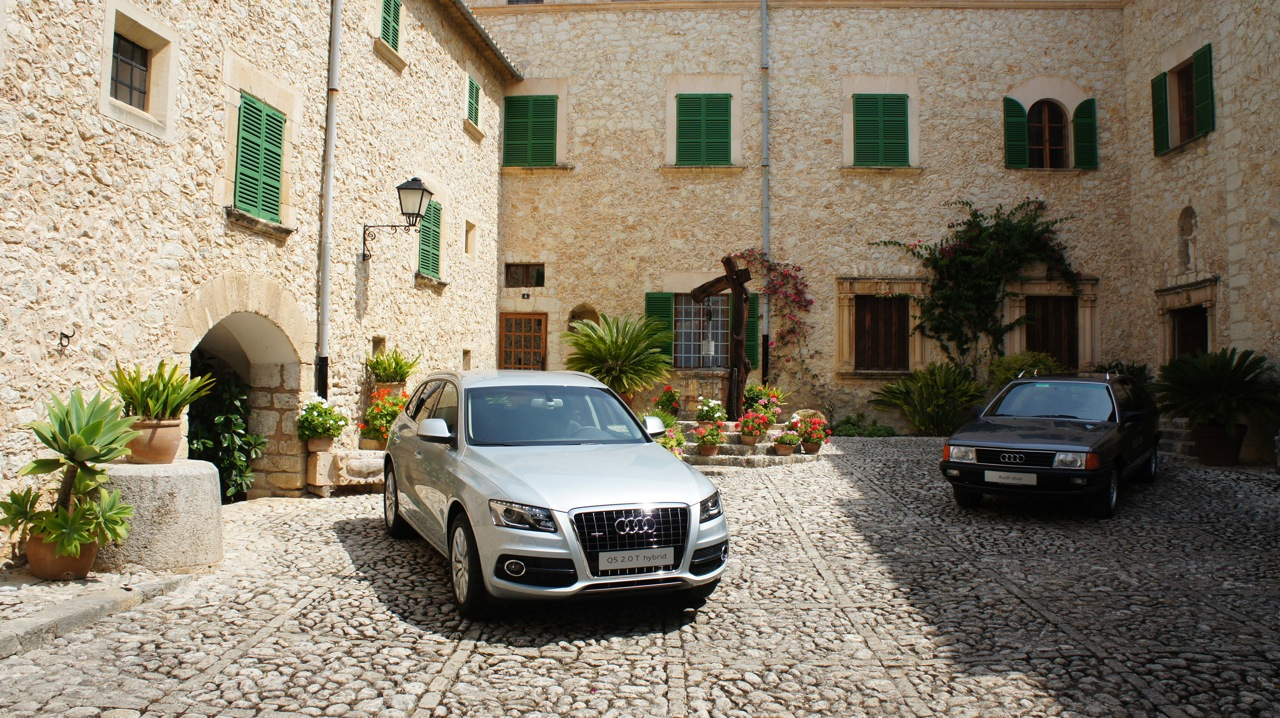
Son Bergues

## Cultura
En l'àmbit cultural, Alaró disposa de diverses infraestructures: una biblioteca pública municipal, la seu de la Fundació Castell d'Alaró (entitat que vetlla per la conservació del castell), i centres culturals polivalents on s'organitzen exposicions i esdeveniments. El teixit associatiu és actiu en la conservació del patrimoni immaterial, com ara els gegants d'Alaró (figures festives que representen Guillem Cabrit i Guillem Bassa) i les colles de dimonis que participen en celebracions tradicionals.

### Festes i tradicions

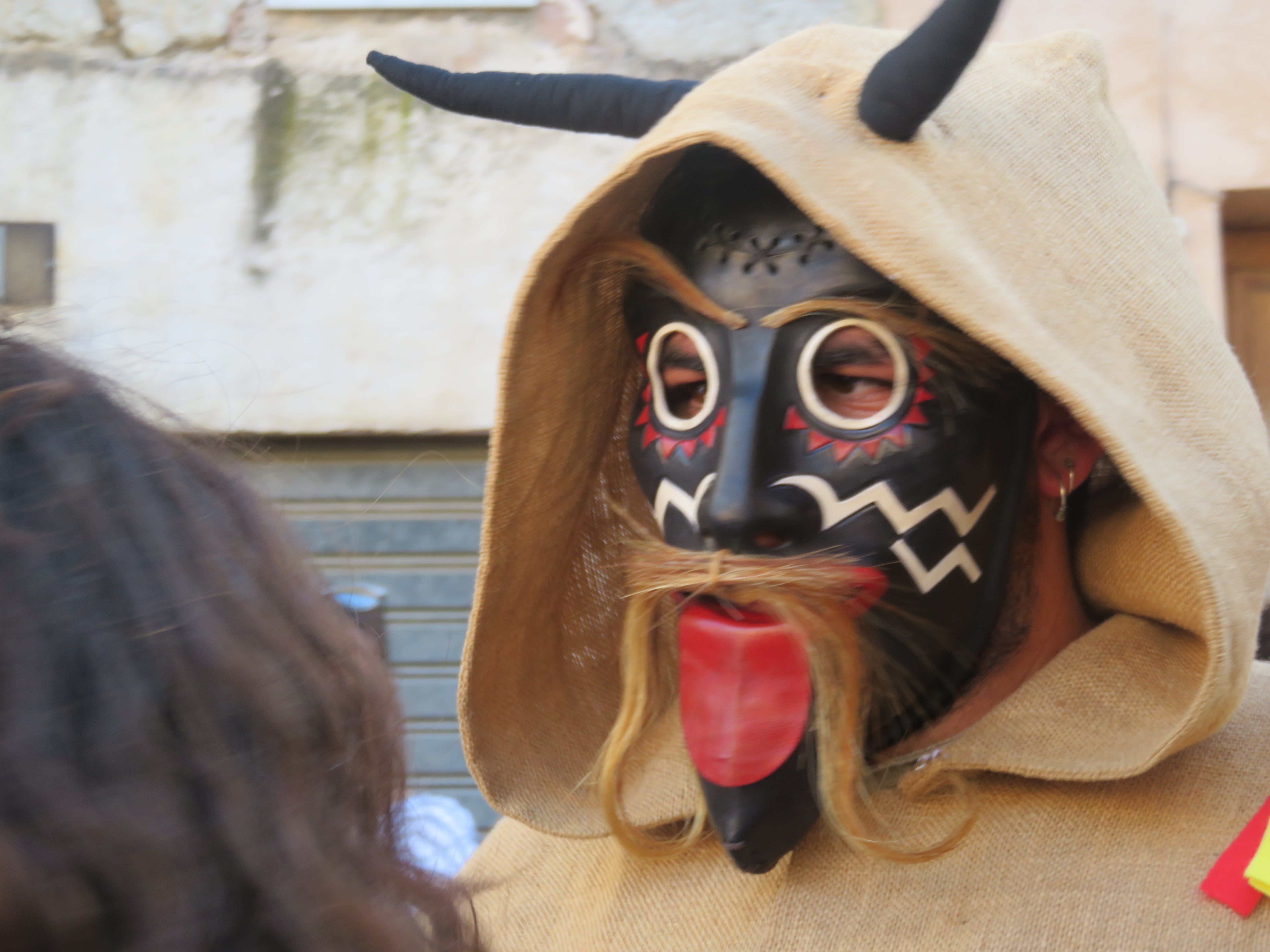
Dimoni dels cossiers d'Alaró

Les festes patronals se celebren anualment en honor del patró de la localitat, sant Roc; la seva festivitat és el 16 d'agost. Juntament amb sant Roc, són copatrons d'Alaró sant Antoni i sant Sebastià. Però també se celebren altres festes com les de sant Pere (celebrades al barri de los d'Amunts) i de sant Antoni (amb fogueres i beneïdes).

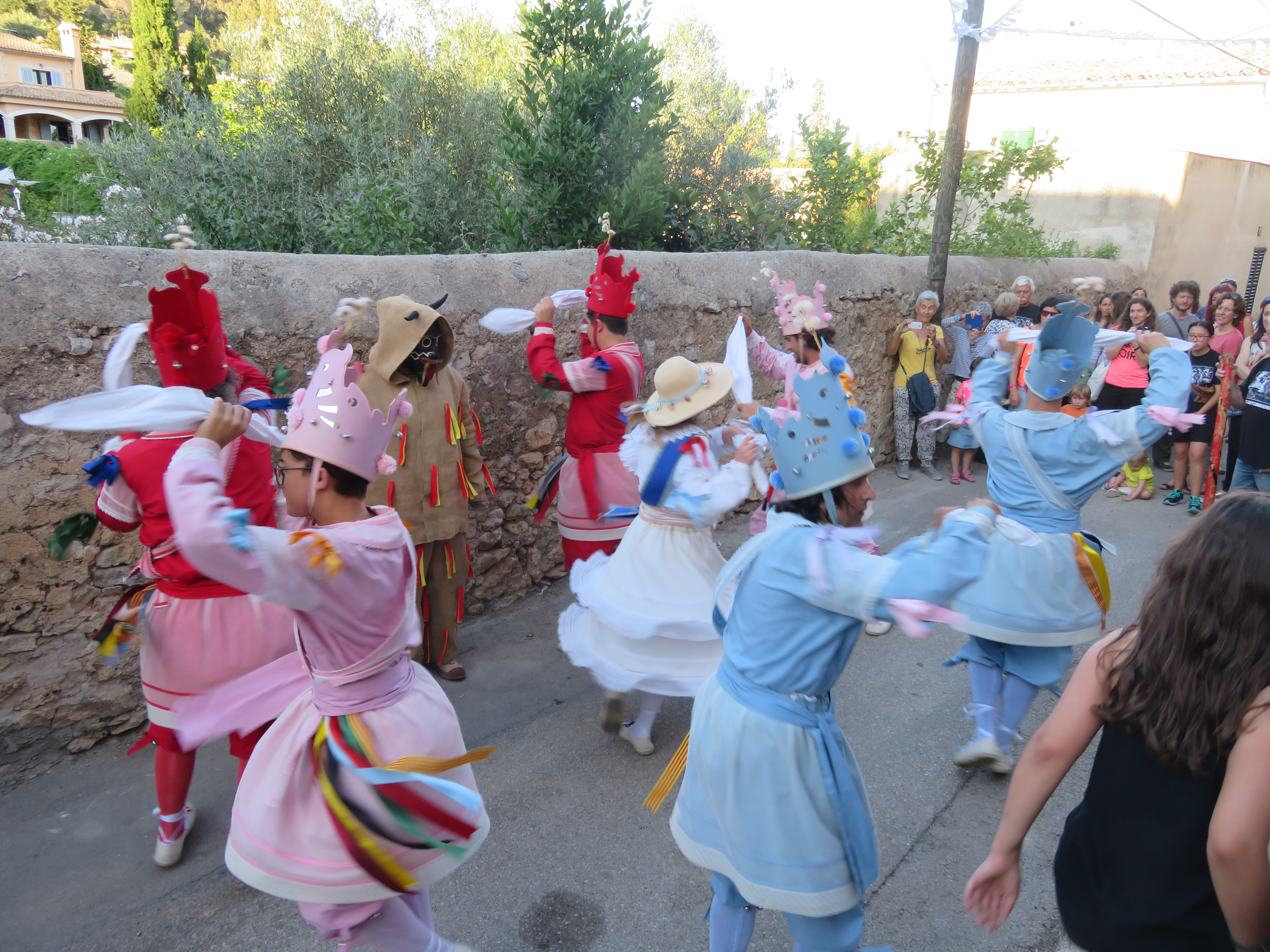
Cossiers d'Alaró

Durant les festes de Nadal i de Setmana Santa, on destaquen especialment les processons del Diumenge del Ram, Dijous i Divendres Sant, i la tradicional Encontrada que es produeix a les 8 del matí del dia de Pasqua, i després del qual és costum menjar frit de Pasqua, amb panades i robiols com a celebració de la Resurrecció de Crist.
També cal destacar les peregrinacions que dues vegades a l'any fan els habitants d'Alaró al Castell per celebrar una missa prop de la Mare de Déu del Refugi; una el diumenge de l'Àngel i l'altra el mes de setembre.
La Fira Gremial d'Alaró és una fira que se celebra al poble que es celebra de 1999 ençà. Aquesta fira engloba altres activitats, tals com: mostra de cuina, mostra de les arts tradicionals de caça, ball de dimonis o ballades populars. Aquest acte se celebra el primer cap de setmana d'octubre i omple els carrers principals del poble de llocs de venda i visitants.

### Alaró a les rondalles mallorquines
Hi ha documentades quatre rondalles mallorquines de tema alaroner en relació amb el Castell d'Alaró recollides per Antoni Maria Alcover:
- Es Castell d'Alaró, es Puig de s'Aucadena i ses Bruixes
- Un pont que es moros volien fer
- De com el rei en Jaume va pendre's Castell d'Alaró
- Es salt d'en Fenoi

## Política i administració
| Eleccions municipals de 28 de maig de 2023 - Alaró                                              |                                              |                                     |                                     |       |          |          |
| Candidatura                                                                                     | Candidatura                                  | Candidatura                         | Cap de llista                       | Vots  | Vots     | Regidors |
|                                                                                                 | Partit Popular de les Illes Balears          |                                     | Llorenç Perelló Rosselló            | 1735  | 62,79%   | 9        |
|                                                                                                 | Partit dels Socialistes de les Illes Balears |                                     | Andreu Vidal Borràs                 | 521   | 18,86%   | 2        |
|                                                                                                 | Més per Mallorca                             |                                     | Aina Sastre Bestard                 | 454   | 16,43%   | 2        |
|                                                                                                 | Vots en blanc                                |                                     |                                     | 53    | 1,92%    |          |
| Total vots vàlids i regidors                                                                    | Total vots vàlids i regidors                 | Total vots vàlids i regidors        | Total vots vàlids i regidors        | 2821  | 100 %    | 13       |
|                                                                                                 | Vots nuls                                    | Vots nuls                           | Vots nuls                           | 58    | 2,06%    |          |
| Participació (vots vàlids més nuls)                                                             | Participació (vots vàlids més nuls)          | Participació (vots vàlids més nuls) | Participació (vots vàlids més nuls) | 2821  | 72,28%** |          |
| Abstenció                                                                                       | Abstenció                                    | Abstenció                           | Abstenció                           | 1082* | 27,72%** |          |
| Total cens electoral                                                                            | Total cens electoral                         | Total cens electoral                | Total cens electoral                | 3903* | 100 %**  |          |
| Batle: Llorenç Perelló Rosselló Per majoria absoluta dels vots dels regidors                    |                                              |                                     |                                     |       |          |          |
| Fonts: Infoelectoral (* No són vots sinó electors. ** Percentatge respecte del cens electoral.) |                                              |                                     |                                     |       |          |          |

| Període     | Alcalde o alcaldessa                    | Partit polític                      | Data de possessió | Observacions                  |
| ----------- | --------------------------------------- | ----------------------------------- | ----------------- | ----------------------------- |
| 1979–1983   | Francisco Rosselló Campaner             | PSIB-PSOE                           | 19/04/1979        | --                            |
| 1983–1987   | Francisco Rosselló Campaner             | PSIB-PSOE                           | 28/05/1983        | --                            |
| 1987–1991   | Francisco Rosselló Campaner             | PSIB-PSOE                           | 30/06/1987        | --                            |
| 1991–1995   | Francisco Rosselló Campaner             | PSIB-PSOE                           | 15/06/1991        | --                            |
| 1995–1999   | Francisco Rosselló Campaner             | PSIB-PSOE                           | 17/06/1995        | --                            |
| 1999–2003   | Josep Gomila Benejam                    | PSM                                 | 03/07/1999        | --                            |
| 2003–2007   | Miquel Deyà Simonet                     | PSIB-PSOE                           | 14/06/2003        | --                            |
| 2007–2011   | Joan Simonet Pons                       | Partit Popular de les Illes Balears | 16/06/2007        | --                            |
| 2011–2015   | Joan Simonet Pons                       | Partit Popular de les Illes Balears | 11/06/2011        | --                            |
| 2015–2019   | Aina Munar Isern / Guillem Balboa Buika | PSIB-PSOE / Més per Mallorca        | 13/06/2015        | Canvi de batlia el 17/06/2017 |
| 2019-2023   | Llorenç Perelló Rosselló                | Partit Popular de les Illes Balears | 15/06/2019        | --                            |
| Des de 2023 | Llorenç Perelló Rosselló                | Partit Popular de les Illes Balears | 17/06/2023        | --                            |

## Referèncie
1. ↑  Barceló, Miquel «Comentaris a un text sobre Mallorca del geògraf Al-zuhri». Mayurqa, 14, 1975, pàg. 156 [Consulta: 5 setembre 2020].
2. ↑  Alcover, Antoni Maria «La llengua que parlen ara les Illes Balears ¿procedeix dels muzaràbichs de tals illes, o dels pobladors catalans que hi dugué lo rey En Jaume I?». Bolletí del Diccionari de la Llengua Catalana, XIV, 1926, pàg. 43-44. Arxivat de l'original el 2 de setembre 2011 [Consulta: 3 setembre 2019]. Arxivat 2 de setembre 2011 a Wayback Machine.
3. ↑  Alcover, Antoni M.; Moll, Francesc de B. «Alarona». A: Diccionari català-valencià-balear.  Palma: Moll, 1930-1962. ISBN 8427300255.
4. ↑  Pérez Orozco, Santiago. La lengua de los baleáricos.  Valencia: Real Academia de Cultura Valenciana, 2018, p. 444, 651. ISBN 84-96068-50-1 [Consulta: 3 setembre 2019].
5. ↑  Planisi Gili, Herminia; Rigo, Carolina; Rosselló, Margalida; Serra, Isabel. Nomenclàtor de nuclis de població de les Illes Balears.  Universitat de les Illes Balears, 2001. ISBN 978-84-7632-664-0 [Consulta: 22 març 2025].
6. ↑  «Padró municipal de Alaró» (en castellà).  Institut Nacional d'Estadística.
7. ↑  «2.06 Distribució municipal del primer cognom». IBESTAT. [Consulta: 6 març 2023].
8. ↑  «Alteraciones de los municipios en los Censos de Población desde 1842» (en espanyol). INE.   Institut Nacional d'Estadística. [Consulta: 14 octubre 2024].
9. ↑  «Puig de s'Alcadena». Gran Enciclopèdia Catalana.  Barcelona:  Grup Enciclopèdia Catalana. [Consulta: 5 abril 2025].
10. 1 2  «Alaró». Gran Enciclopèdia Catalana.  Barcelona:  Grup Enciclopèdia Catalana. [Consulta: 5 abril 2025].
11. 1 2 3 4 5 6 7 8   Guía Turística de Alaró (en castellà).  Ajuntament d'Alaró, 2016. PM 1102-2016.
12. ↑  Palos, J. C. «El puig d'Alaró, estendard de la resistència dels pobladors de Mallorca». Ara Balears, 25-01-2020. [Consulta: 9 abril 2020].
13. ↑  Ordinas Marí, Antònia. Alaró, aspectes històrics, costums i tradicions.  Palma: Edicions Cort, 1979. ISBN 84-85049-75-6.
14. 1 2  Guasp, Bartolomé. Alaró y su castillo.  Llucmajor: Imprenta moderna, 1973. ISBN 84-400-6958-8.
15. ↑  «Gegants d'Alaró». Arxivat de l'original el 2011-09-07. [Consulta: 13 febrer 2011].
16. ↑  Canyellas Serrano, Nicolau. El Ferrocarril a Mallorca, la via del progrés.  Palma: Edicions Documenta Balear, 2001. ISBN 84-95694-17-4.
17. ↑  Pizà i Rosselló, Gaspar. L'electricitat a Alaró (1901): història de la primera central elèctrica de Mallorca.  Ajuntament d'Alaró, 2001.
18. 1 2  Quetgles, Damià «Alaró, amb el martell i l'alena». Baleares, núm. 3, 19-01-1986 [Consulta: 5 abril 2025].
19. 1 2  Sastre Rayó, Gabriel. Alaró, aspectes històrics, costums i tradicions.  Palma: Edicions Cort, 1979. ISBN 84-85049-75-6.
20. ↑  «Canvi técnic, matéries primeres i capacitat exportadora: la indústria sabonera de Màlaga, Mallorca i Barcelona, 1840-1914».   Ariel (Recerques), 1999. [Consulta: 9 abril 1999].
21. ↑  «Hostatgeria del castell d'Alaró».   Consell de Mallorca. [Consulta: 6 abril 2025].
22. ↑  «RESOLUCIÓN de 19 de mayo de 2000, del Consell Insular de Mallorca (Illes Balears), por la que se declara bien de interés cultural con categoría de monumento a favor de la torre de la antigua fábrica de electricidad de Alaró» (en castellà).   BOE, 17-06-2000. [Consulta: 11 febrer 2011].
23. ↑  «Fira Gremial – Alaró 2012 Mallorca» (en castellà).   Mallorca Quality. Arxivat de l'original el 18 de març 2012. [Consulta: 19 desembre 2020].
24. ↑  «Infoelectoral» (en castellà). [Consulta: 16 març 2025].
25. ↑  Guillem Balboa pren possessió com a batle d'Alaró